# Earinis humeralis
Earinis humeralis är en skalbaggsart som beskrevs av Lea 1917. Earinis humeralis ingår i släktet Earinis och familjen långhorningar. Inga underarter finns listade i Catalogue of Life.